# Ås (Noruega)
Ås é uma comuna da Noruega, com 102 km² de área e 14 323 habitantes (censo de 2004).         